# Associazione Sportiva Siracusa 1953-1954
Questa voce raccoglie le informazioni riguardanti l'Associazione Sportiva Siracusa nelle competizioni ufficiali della stagione 1953-1954.

## Rosa
| N. |                   | Ruolo | Calciatore        |
| -- | ----------------- | ----- | ----------------- |
|    | Italia (bandiera) | D     | Angelo Aglianò    |
|    | Italia (bandiera) | C     | Luigi Angelini    |
|    | Italia (bandiera) | C     | Francesco Berruti |
|    | Italia (bandiera) | C     | Giovanni Bussone  |
|    | Italia (bandiera) | C     | Bruno Camporese   |
|    | Italia (bandiera) | A     | Luciano Cavaleri  |
|    | Italia (bandiera) | A     | Tito Celani       |
|    | Italia (bandiera) | A     | Antonio Cilio     |
|    | Italia (bandiera) | P     | Cimmino           |
|    | Italia (bandiera) | C     | Francesco Cortese |
|    | Italia (bandiera) | A     | Mirko Costa       |
|    | Italia (bandiera) | A     | Franco Da Prat    |

| N. |                   | Ruolo | Calciatore          |
| -- | ----------------- | ----- | ------------------- |
|    | Italia (bandiera) | D     | Armando Fallanca    |
|    | Italia (bandiera) | C     | Aldo Fontana        |
|    | Italia (bandiera) | D     | Giuseppe Marchetto  |
|    | Italia (bandiera) | P     | Antonio Panizzolo   |
|    | Italia (bandiera) | A     | Plinio Petrozzi     |
|    | Italia (bandiera) | C     | Bruno Rizzato       |
|    | Italia (bandiera) | D     | Giovanni Romano     |
|    | Italia (bandiera) | C     | Salvatore Rubino II |
|    | Italia (bandiera) | C     | Luciano Russo       |
|    | Italia (bandiera) | C     | Ermenegildo Sanson  |
|    | Italia (bandiera) | C     | Sergio Susmel       |
|    | Italia (bandiera) | A     | Guido Zucchini      |